# Альфа-ритм

Альфа-ритм

Альфа-ритм (α-ритм) — ритм головного мозга в полосе частот от 8 до 14 Гц, средняя амплитуда 30—70 мкВ, могут однако наблюдаться высоко- и низкоамплитудные α-волны. Регистрируется у 85—95% здоровых взрослых. Лучше всего выражен в затылочных отделах. Наибольшую амплитуду α-ритм имеет в состоянии спокойного бодрствования, особенно при закрытых глазах в затемнённом помещении. Блокируется или ослабляется при повышении внимания (в особенности зрительного) или мыслительной активности.
Для этого ритма характерно возникновение спонтанных изменений амплитуды (модуляции α-ритма), выражающихся в чередующемся нарастании и снижении амплитуды волн с образованием так называемых «веретён», длительность которых чаще всего колеблется от 2 до 8 с.
Различают α-активность (состоит из α-волн с длительностью от 80 до 125 мс и регистрируется в любых мозговых структурах) и α-ритм (регулярная волновая активность с частотой порядка 10 Гц, регистрируемая в затылочных областях).
Согласно Н. Винеру, Г. Уолтеру, П. В. Симонову, ритмичность и чёткая периодичность α-ритма определяют его возможную роль в сканировании и квантовании поступающей информации.
По данным С. А. Кочетова, у слепых людей с врождённой или многолетней слепотой, а также при сохранности только светоощущения α-ритм отсутствует. Исчезновение α-ритма наблюдалось в случае атрофии зрительного нерва. Новикова предположила, что α-ритм совпадает с наличием предметного зрения.
Помимо собственно α-ритма, наиболее ярко выраженного в затылочных областях, наблюдаются ещё несколько ритмов, работающих на той же, что и α-ритм частоте, но наиболее проявляющихся в других областях мозга и имеющие другую форму волн (мю-ритм, каппа-ритм, тау-ритм).
У животных активность, сходная с α-ритмом, показана у обезьян и кошек, описан похожий ритм и у кролика. 